# Costin Gheorghe
Costin Gheorghe (n. 8 ianuarie 1989 în București) este un fotbalist român care în prezent joacă la Academica Clinceni pe postul de mijlocaș. A mai jucat la Sportul Studențesc. Sora sa, Elena Gheorghe, este o cântăreață cunoscută în România care și-a reprezentat țara la  Concursul Muzical Eurovision 2009.
Pe 5 septembrie 2009 Costin Gheorghe a marcat un gol de la distanță în Liga a II-a în meciul împoriva echipei FC Snagov. A mai marcat un alt gol de la distanță, în meciul de Cupa României cu Dinamo II București, câștigat de Sportul cu 5-0. A mai jucat la Gaz Metan Mediaș.